# Machu Picchu

Machu Picchu

Machu Picchu este un oraș-templu incaș din secolul al XV-lea d.Hr., situat pe teritoriul regiunii actuale Cusco din Peru. Ruinele au fost redescoperite în 1911 de către arheologul Hiram Bingham, fiind unele dintre cele mai frumoase și enigmatice locuri străvechi din lume. În timp ce incașii foloseau sigur vârful muntelui (2761,5 m înălțime), ridicând sute de structuri de piatră începând cu anii 1400, legendele și miturile indicau faptul că Machu Picchu (însemnând "vechiul pisc" în limba Quechua) era adorat ca un loc sacru din cele mai vechi timpuri.
În anul 1983, UNESCO a desemnat Machu Picchu drept sit al patrimoniului mondial, descriindu-l ca "o capodoperă absolută de arhitectură și un testimoniu unic al civilizației incașe".
Pentru vorbitorii de spaniolă, primul "c" din Picchu e tăcut. În limba spaniolă, numele e pronunțat "maciu piciu" sau "maciu pikciu", pe când în limba quechua, (Machu Pikchu) se zice "maciu pikciu". În quechua, machu înseamnă "vechi" sau "bătrân", în timp ce pikchu înseamnă ba "bucată de coca mestecată", sau "piramidă, masiv ascuțit pe mai multe fețe; con". Așadar, numele sitului arheologic peruvian e câteodată interpretat "muntele vechi".

## Panorame

Panorama Machu Picchu din Huayna Picchu

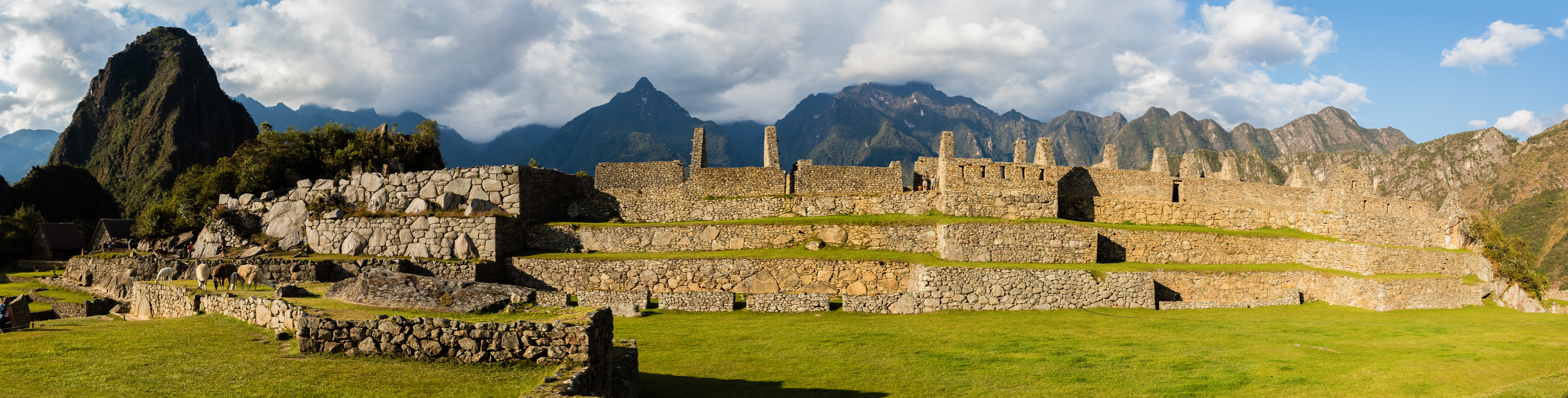
Panorama Machu Picchu

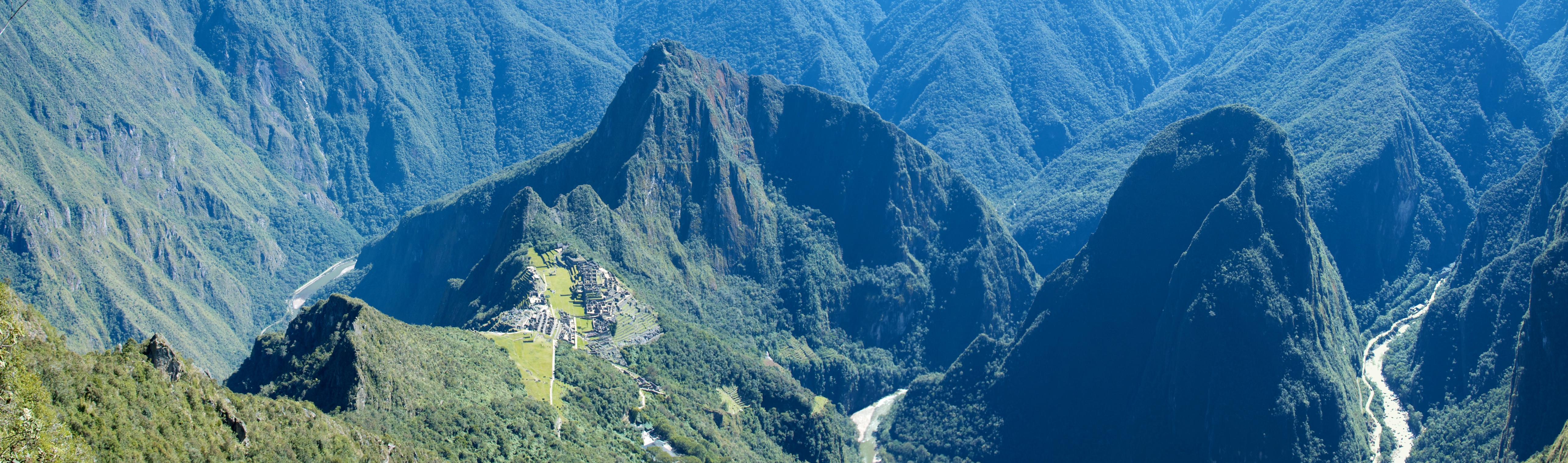
Panorama Machu Picchu

## Descriere
xp